# 她們的時代
《她們的時代》，是1999年7月7日至9月22日於日本富士電視台水十時段（週三22:00 - 22:54，JST）播出的電視連續劇，由深津繪里主演。全部共12話。平均收視率為11.3%。此劇獲第22回日劇學院賞最佳作品、最佳女主角、最佳男配角和最佳劇本獎。

## 演出者
羽村深美：深津絵里
主角。26歲。郵購公司上班的職員。三姐姐中的次女，在老家與父母親、妹妹一同生活。
佐伯啓介：椎名桔平
深美的姐姐、直美的丈夫。35歲。
太田千津：水野美紀
26歲。
浅井次子：中山忍
食品会社的職員。26歲。大學畢業，入社四年。
米村美紀夫：加藤晴彦
千津的情人。24歲。
佐伯直美：奥貫薫
深美的姐姐，啓介的妻子。29歲。
西田真也：鳥羽潤
預科學校學生。19歲。
片山茂男：平泉成
啓介借調單位的部長。53歲。
熊沢晴子：渡辺典子
深美的公司的前輩。33歲。
松下博文：温水洋一
深美的公司的課長。35歲。
羽村好美：赤坂七恵
深美的妹妹。19歲重考生。沒有危機感。
羽村みどり：真屋順子
直美、深美、好美的母親。53歲。
羽村亮介：山本圭
直美、深美、好美的父親。55歲。公務員。趣味是釣魚。
其他演員：
坂下千里子
緒沢凛
真瀬樹里
河西健司
中西良太
宮迫博之
入江雅人
岡本信人
柏木由紀子
並木史朗

## 播放日程
| 話數               | 播放日        | 標題                        | 演出       | 收視率 |
| ------------------ | ------------- | --------------------------- | ---------- | ------ |
| 第1話              | 1999年7月07日 | 夢想是什麼?                 | 武内英樹   | 12.8%  |
| 第2話              | 1999年7月14日 | 自分の可能性を信じてますか? | 武内英樹   | 12.4%  |
| 第3話              | 1999年7月21日 | 前向きに生きていますか?     | 武内英樹   | 10.9%  |
| 第4話              | 1999年7月28日 | 本当は何を悩んでいますか?   | 石坂理江子 | 11.3%  |
| 第5話              | 1999年8月04日 | ひとの気持ちがわかりますか? | 澤田鎌作   | 11.9%  |
| 第6話              | 1999年8月11日 | となりの席は誰ですか?       | 武内英樹   | 11.4%  |
| 第7話              | 1999年8月18日 | その海は輝いていますか?     | 石坂理江子 | 10.3%  |
| 第8話              | 1999年8月25日 | ナイチンゲールになれますか? | 小池哲夫   | 10.6%  |
| 第9話              | 1999年9月01日 | どこにトスが欲しいのですか? | 武内英樹   | 10.2%  |
| 第10話             | 1999年9月08日 | その友情は永遠ですか?       | 澤田鎌作   | 11.3%  |
| 第11話             | 1999年9月15日 | あなたは何を選びますか?     | 石坂理江子 | 12.4%  |
| 最終話             | 1999年9月22日 | ハッピーエンドって何ですか? | 武内英樹   | 10.0%  |
| 平均收視率：11.2％ |               |                             |            |        |

## 主題曲
「Happy Tomorrow」（NiNa）

## 相關連結
- 富士電視台節目介紹(她們的時代)（页面存档备份，存于）